# Condylanthidae
Condylanthidae é uma família de cnidários antozoários da infraordem Thenaria, subordem Nyantheae (Actiniaria).

## Géneros
- Cadetactis Fautin, 2016
- Charisactis Ocaña & Çinar, 2018
- Charisea Torrey, 1902
- Charisella Carlgren, 1949
- Condylanthus Carlgren, 1899
- Macrocnema Carlgren, 1928
- Pseudhormathia Carlgren, 1943
- Riactis Fautin, 2016
- Segonzactis Riemann-Zürneck, 1979